# フィアース・パンダ・レコード
フィアース・パンダ・レコード (Fierce Panda Records) はロンドンに拠点を置くインディーズレーベル。1994年設立。アッシュ、スーパーグラス、ブルートーンズといったバンドの作品を輩出した。他にもコールドプレイ、エンブレイス、キーン、デス・キャブ・フォー・キューティー、ポリフォニック・スプリー、プラシーボ、ケニッキーなどのアーティストのリリースに関わった。
1997年秋にサブレーベルRabid Badger Recordsを、1998年春にLivid Meerkatを設立。